# Panzerfaust
El Panzerfaust (alemany per a «puny blindat») és una arma antitancs d'origen alemany utilitzada per la Wehrmacht durant la Segona Guerra Mundial. A diferència del bazuca nord-americà o del Panzerschreck alemany, aquesta arma va ser concebuda per ser descartada un cop disparada. Si bé el seu tub llançador es podia re-utilitzar en fàbrica, això no se solia fer. Només al final de la guerra, amb el potencial industrial reduït, es van començar a guardar els tubs llançadors per ser recarregats.

## Característiques
Les armes de la sèrie Panzerfaust, anomenades originàriament Faustpatrone (cartutx de puny), eren en la pràctica granades de càrrega buida impulsades per coet, que es llançaven des d'un suport de tub segons el principi del canó sense retrocés. La punteria es feia observant per una mira que, posada en posició, treia a la vegada l'assegurança de l'arma. El mecanisme de tret era de percussió. La flamarada de la càrrega de llançament desintegrava el paper de la tapa que tancava el fons del tub, i la sortida del projectil passava, així, a ser sense retrocés. Quan l'espiga del projectil sorgia del tub de llançament es posaven en posició a l'extrem d'aquesta espiga quatre aletes flexibles d'acer destinades a estabilitzar la seva trajectòria.
La innovació tecnològica d'aquesta arma és l'ús d'una "càrrega buida", que permet perforar blindatges molt superiors als que s'aconseguiria amb la mateixa càrrega explosiva convencional. La càrrega buida consisteix a disposar l'explosiu en forma còncava, de manera que en explotar la càrrega explosiva, cadascuna de les partícules d'explosiu s'expandeixen en totes les direccions, però per la citada forma còncava, es genera un punt de molt alta pressió per davant de la cavitat.
Dit d'una manera més gràfica, l'explosiu té forma de bol de cereals buit, i l'acció d'explotar genera un raig (jet) capaç de travessar grans blindatges.

## Desenvolupament
L'octubre de 1941 el Heereswaffenamt (Oficina d'armament de l'exèrcit) va establir els requeriments per a una nova arma antitanc. La Panzerwurfgranate 41 (Granada llençable antitanc 41) Una granada que havia de tenir un pes no superior 0,5 kg per permetre un rang al llençar-la d'entre 10 a 15 metres. Dues empreses van començar a treballar-hi, Richard Rinker GmbH de Neubrandenburg i Westfalische Anhaltische Sprengstoff Aktiengesellschaft (WASAG, o "Companyia per accions Explosius de Westfalia Anhalt") de Wittenberg.
Les dues empreses van presentar els seus prototips que van ser provats al front oriental a primers del 1942. Consistien en una granada de càrrega buida dins una semi-esfera de 100 mm que en llençar-la desplegava des del mànec unes aletes de tela per estabilitzar-la, explotant a l'impacte. Els dos prototips no van funcionar gaire bé en combat ja que les aletes fallaven en desplegar-se, no s'aconseguien perforacions de blindatge superiors a 30 mm i la seva curta distància de llançament les feien perilloses al soldat que les llençava, tant per exposar-lo al foc enemic com per rebre fragments de metralla o l'ona de l'explosió al explotar per l'impacte. Així mateix, si la granada queia a terra un cop armada pel del seu ús també explotava. El Heereswaffenamt va descartar el projecte de la Panzerwurfgranate 41.
L'abril de 1942, el Heereswaffenamt va tornar demanar algun tipus d'arma antitanc que fos lleugera. El Dr. Heinrich Langweiler, cap de recerca de Hugo Schneider Aktiengesellschaft (HASAG, or ‘Hugo Schneider Companyia per accions) va començar a desenvolupar una granada de càrrega buida que es llencés amb un canó sense retrocés. En lloc d'intentar llençar a mà una granada es llençaria amb un dispositiu que es pogués agafar amb la mà. El resultat va ser el Faustpatrone 42 (Cartutx de puny 42) El FP42 consistia en un tub de llançament de 28 mm de calibre que allotja una càrrega propulsora, una encesa de fricció i una ogiva en forma de sobrecalibre de 80 mm de diàmetre amb una tapa nasal hemiesfèrica. Es tractava essencialment d'una Panzerwurfgranate 41 modificada amb una cua sense aletes i una kleine Zündladung 34 (Carrega impulsora petita 34) instal·lada. Tenia aproximadament 350 mm de llarg: ogiva i tub de llançament i pesava 1 kg.
Per disparar-lo es descaragolava la tapa de l'encesa de fricció i s'estirava de la corda, com en una granada de mà M24, que encenia la càrrega propulsora de pólvora negra. La curta mida del tub de llançament feia que fos difícil d'apuntar i d'aguantar lluny del cos per evitar cremar-se amb els gasos que desprenia per la part posterior. Es va fer evident que es necessitava millorar-lo.
L'equip de recerca de HASAG va dissenyar dos nous models allargant el tub de llançament, modificant les ogives i canviant el sistema de tir i punteria. Naixien els Panzerfaust 30 Klein i Gross.

## Variants[4]

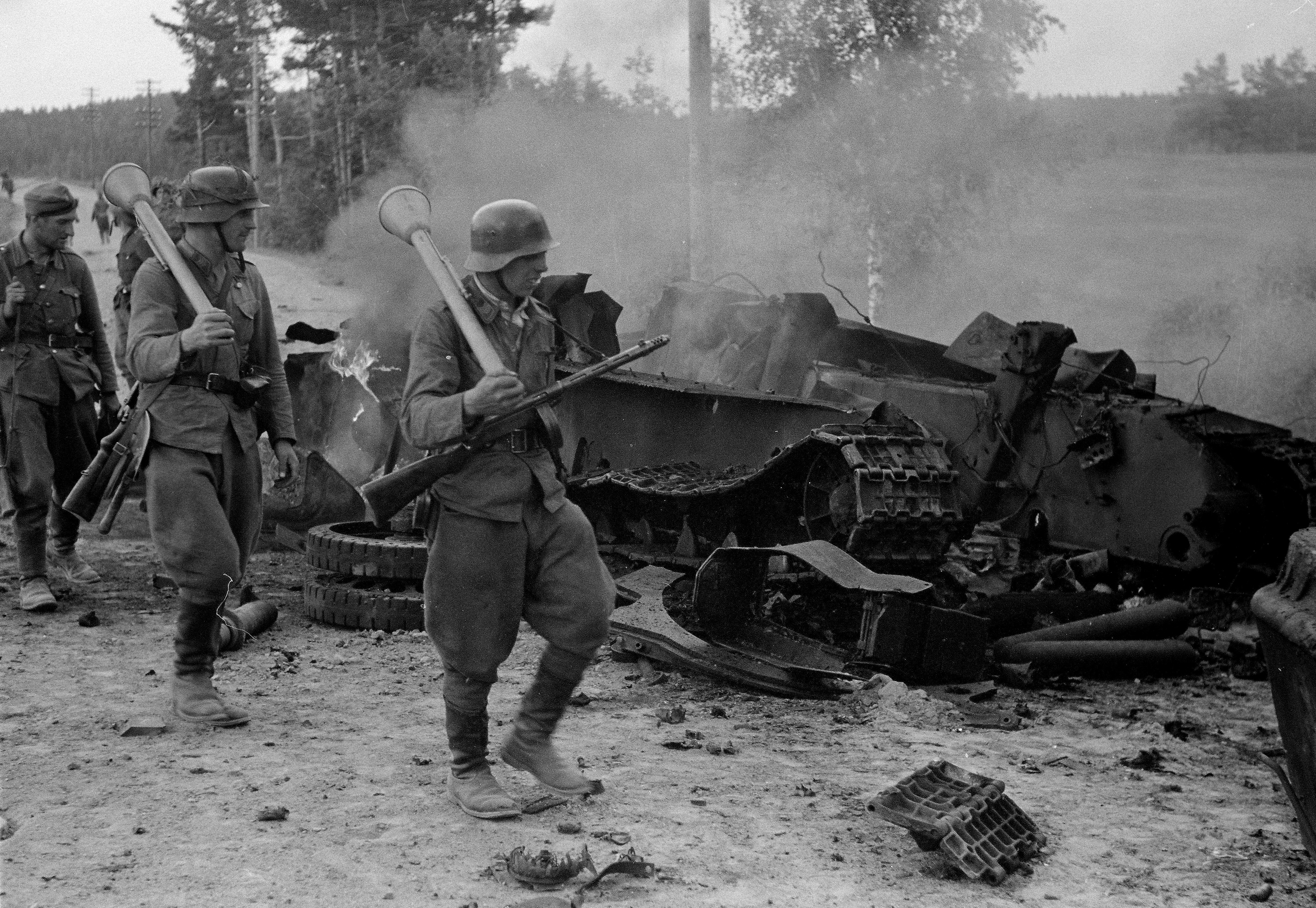
Soldats finlandesos, els sergents Kaarlo Niemelä (esq.) i Heino Nikulassi (dreta), portant Panzerfausts a coll a Tali-Ihantala. Darrere d'ells un tanc soviètic T-34 destruït.

- Panzerfaust 30 Klein: primer model de la sèrie i també el més perillós d'utilitzar per al seu poc perfeccionament. De 985 mm de longitud, llançava un projectil de 1,3 kg de pes, capaç de perforar 140 mm de blindatge d'acer, amb una inclinació de 30 º, a 30 m de distància. Aquesta va ser la versió original, que es va lliurar per primera vegada a l'estiu 1943. El "30" va ser indicatiu de l'abast nominal màxim de 30 metres. Tenia un tub de 33 mm de diàmetre que contenia 53,5 g de propel·lent, que projectava el projectil que portava 800 grams d'explosiu. El projectil viatjava a 28 metres per segon. L'arma completa pesava 3,2 kg.
- Panzerfaust 30 Groẞ: Desenvolupat en paral·lel al model 30 Klein. De 1045 mm de longitud, llençava un projectil de 2,9 kg de pes. Era capaç de perforar fins a 200 mm d'acer amb un angle d'inclinació de 30 º. Amb un abast de 30 metres. Tenia un tub de 44 mm de diàmetre que contenia 95 gr de propel·lent, que impulsaven el projectil a 30 metres per segon. L'arma pesava 5,2 kg.

- Panzerfaust 60: Evolució del model 30 Groẞ modificat, de construcció més reeixida i més segur. La mira estava graduada per a tres distàncies: 30, 60 i 80 m. Era capaç de perforar fins a 200 mm d'acer amb un angle d'inclinació de 30 º. A partir d'aquest model, el tub de llançament, que en els tipus anteriors era un sol ús, es podia recuperar per construir noves armes. Aquesta va ser la versió més comuna, i la producció va començar a l'agost del 1944. Tenia un abast pràctic de 60 metres, encara que amb una velocitat màxima de 45 metres per segon, el cap de combat necessitaria un terç de segon per aconseguir un tanc en aquest rang. Es va augmentar a 134 g de propel·lent. També tenia un millor mecanisme de visió i gallet. L'arma pesava ara 6,8 kg.

- Panzerfaust 100: preparat per a un llançament a 50, 100 i 150 m, era capaç de destruir qualsevol carro enemic en un radi de 80 m. De poc més d'1 m de longitud. Aquesta va ser la versió final. Es van produir grans quantitats, des de novembre 1944 d'ara endavant. Tenia una autonomia nominal màxima de 100 metres. 190 g de propel·lent constituït per dues càrregues de 95 g llençaven l'ogiva a 62 metres per segon. La mira tenia orificis per 30, 60, 80 i 150 metres i tenia pintura lluminosa per poder apuntar correctament en la foscor. Aquesta versió pesava 6,8 kg i podia penetrar 200 mm de blindatge.

- Panzerfaust 150: la versió més perfeccionada. Es va començar a distribuir entre les tropes el març de 1945. El tub era reutilitzable per a 10 trets. El Panzerfaust 150 tenia la mateixa quantitat de propel·lent que el Panzerfaust 100, però un nou disseny del cap de combat li van donar una major velocitat de 85 metres per segon i es va augmentar la penetració dels blindatges a 220 mm a 30º. La producció va començar al març 1945, dos mesos abans del final de la guerra. Pesava 7 kg.
- Panzerfaust 250: Va ser planejat per entrar en producció al setembre 1945, però la guerra va acabar abans que es completés el desenvolupament.

## Història

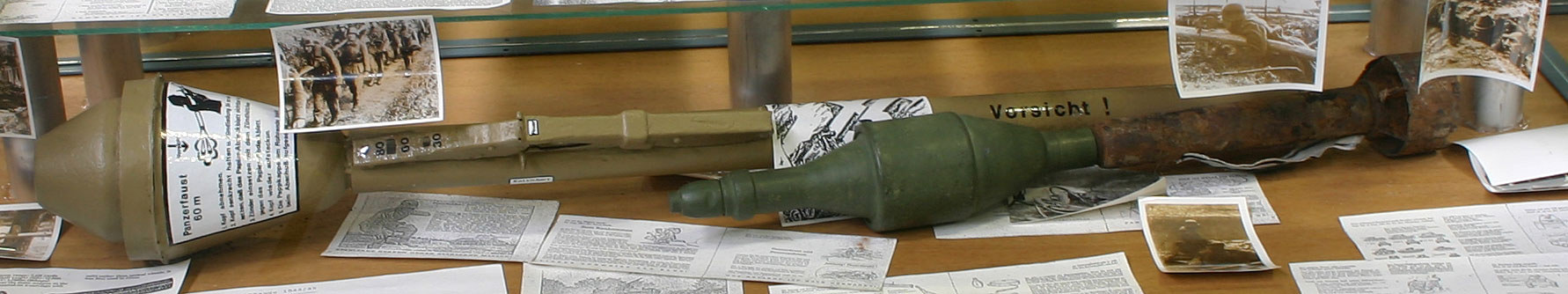
Panzerfaust al costat d'un coet de Panzerschreck.

Durant la batalla de Berlín, els Panzerfaust van destruir no menys de 200 tancs soviètics en mans de la Volkssturm, i eren molt temuts pels tanquistes russos.
Una evolució millorada d'aquest concepte és el RPG-7 soviètic, a qui se li suposa que a un tirador mitjà li permet tenir un 50% de probabilitats per destruir un carro a 300 m de distància. El RPG-7 descendeix d'una línia de llançadors soviètics derivats del Panzerfaust.
El modern LAW 72 nord-americà també té moltes similituds, ja que com el Panzerfaust es tracta d'una arma portàtil d'un sol ús que llança una granada antitancs.

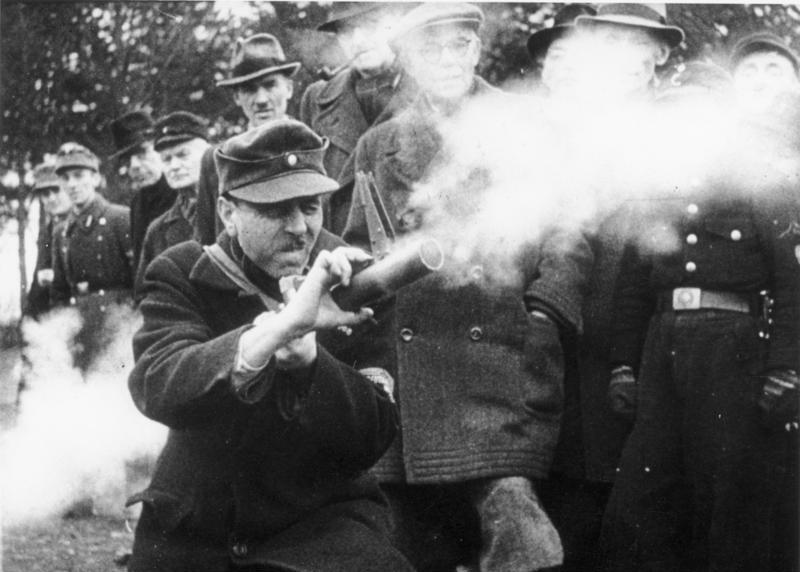
Un combatent del Volkssturm dispara un Panzerfaust durant una pràctica el març de 1945, a Berlín durant els preparatius abans de l'arribada de l'Exèrcit Roig.

### Armes relacionades
- Panzerfaust 3.
- Bazooka.
- Panzerschreck.
- PIAT
- RPG-7.
- LAW M72.